# 3robi
Anass Haouam (Amsterdam, 24 januari 1995), beter bekend onder zijn artiestennaam 3robi, is een Nederlands rapper.

## Carrière
Sinds 2016 brengt Haouam nummers uit onder zijn artiestennaam 3robi. Zijn eerste hitnotering behaalde hij met het nummer Sinds een puber die hij in februari 2017 in samenwerking met LouiVos en Kingsize uitbracht, deze behaalde de 97e plek in de Nederlandse Single Top 100. In de jaren die volgden bracht 3robi meerdere nummers uit en werkte samen met artiesten zoals Mula B, Dopebwoy en Yung Felix.
In december 2017 bracht 3robi zijn debuutalbum uit onder de naam Jonge jongen naar de top, deze behaalde de eerste plek in de Nederlandse Album Top 100.